# Guy Reschenthaler
Guy Lorin Reschenthaler, né le 17 avril 1983 à Pittsburgh, est un homme politique américain. Membre du Parti républicain de Pennsylvanie, il est élu à la Chambre des représentants des États-Unis depuis 2019.

## Biographie
Après avoir servi dans la Navy, Reschenthaler devient juge de district dans la banlieue de Pittsburgh.
En 2015, il est élu au Sénat de Pennsylvanie sous les couleurs du Parti républicain, à l'occasion d'une élection partielle provoquée par la démission du démocrate sortant. Il y représente le 37e district comprenant une partie de la banlieue Pittsburgh dans les comtés d'Allegheny et Washington, notamment les South Hills. Il est réélu avec plus de 60 % des voix en 2016, alors que Donald Trump y devance Hillary Clinton de six points. Après son élection au Congrès, en 2019, son siège est remporté par les démocrates.
En 2017, Tim Murphy démissionne de son mandat à la Chambre des représentants des États-Unis après avoir demandé à une maîtresse d'avorter malgré ses prises de positions hostiles à l'avortement. Reschenthaler est alors candidat pour lui succéder dans le 18e district de Pennsylvanie. S'il arrive en tête du premier tour de la convention du Parti républicain (avec 75 voix), il est battu au second tour par le représentant Rick Saccone (123 voix contre 91). Saccone perd toutefois l'élection partielle de mars 2018 face au démocrate Conor Lamb, dans une circonscription pourtant favorable aux républicains.
Reschenthaler est à nouveau candidat en vue des élections de novembre 2018, il reçoit alors l'appui de plusieurs anciens soutiens de Saccone, qui est également candidat. Avant les primaires, l'ancienne 18e circonscription est redessinée par la Cour suprême : elle correspond en partie au nouveau 14e district, davantage conservateur, qui comprend les comtés de Fayette, Greene, Washington et Westmoreland,. Durant la primaire républicaine du mois de mai, Reschenthaler bat Saccone avec environ 4 000 voix d'avance sur plus de 40 000. En novembre, il remporte facilement l'élection générale face à la démocrate Bibiana Boerio, ancien cadre de l'industrie automobile et directrice de cabinet de Joe Sestak.